# American Economic Journal Microeconomics
L'American Economic Journal: Microeconomics est une revue d'économie spécialisée en microéconomie et publiée par l'American Economic Association.